# Le Cri du homard
Pour plus de détails, voir Fiche technique et Distribution.
Le Cri du homard est un court métrage franco-belge réalisé par Nicolas Guiot, sorti en 2012. Il a remporté le César du meilleur court-métrage en 2013.

## Synopsis
En France, le 31 août 2004, une famille russe récemment immigrée de Moscou attend Boris qui revient de Tchétchénie où il a combattu dans l'armée russe. Natalia, sa sœur âgée de six ans, est impatiente de revoir son frère à qui elle avait confié Dacha, sa poupée, avant son départ pour la guerre. Après avoir tué quelques homards et festoyé une partie de la nuit, le lendemain, c'est la rentrée des classes pour la fillette et le premier jour de travail pour Boris. Mais ce même 1er septembre 2004, la radio annonce une prise d'otages dans une école en Ossétie-du-Nord, à Beslan.

## Distribution
- Claire Thoumelou : Natalia
- Anton Kouzemin : Boris
- Tatiana Gontcharova : Nina, la mère
- Miglen Mirtchev : Andreï, le père
- Jana Bittnerova : Olga, la tante
- Boris Rabey : Iouri, l'oncle

## Distinctions
- Magritte du meilleur court-métrage lors de la 3e cérémonie des Magritte
- César du meilleur court métrage lors de la 38e cérémonie des César